# Юрий (роман)
«Юрий» — исторический роман русского писателя Дмитрия Балашова, часть цикла «Государи Московские», оставшаяся незаконченной из-за гибели писателя и опубликованная в 2003 году. Её заглавный герой — князь Юрий Дмитриевич.

## Сюжет и оценки
Действие романа начинается в 1425 году. После смерти великого князя Василия Дмитриевича его брат Юрий решает оспорить завещание и заявляет о своих претензиях на великий стол, занятый малолетним Василием Васильевичем. Повествование обрывается накануне ханского суда. В книге действуют как реальные исторические персонажи, так и вымышленные лица — в частности, представители дворянской семьи Фёдоровых.
В «Юрии», как и в предыдущих своих книгах, Балашов демонстрирует крайнюю неприязнь к католическому Западу, который здесь олицетворяет великая княгиня Софья Витовтовна. Великого князя Василия Васильевича (впоследствии Тёмного) он изобразил как резко отрицательного персонажа, жестокого и развращённого. Юрий — персонаж положительный, но автор считает, что он должен уступить племяннику в споре за власть, так как порядок и закон превыше всего.